# Martian de Bernardy de Sigoyer
Pour les articles homonymes, voir Bernardy et Sigoyer.
Marie Félicien René Martian de Bernardy de Sigoyer, dit Martian de Bernardy de Sigoyer , né le 29 août 1824 à Valence (Drôme) et tué le 26 mai 1871 durant la Commune de Paris, est un militaire et chef du 26e bataillon de chasseurs à pied. 
Cet officier, qui a pris part à diverses campagnes militaires françaises, est notamment connu pour avoir activement participé, en tant que commandant de l'armée régulière, au sauvetage du musée du Louvre des flammes, à la suite de l'incendie du palais des Tuileries par des communards durant la Semaine sanglante.

## Biographie

### Carrière militaire
Né en 1824, Martian de Bernardy de Sigoyer est issu d'une famille de militaires. Il s'engage à l'âge de vingt ans dans l'unité française d’infanterie légère des zouaves et obtient le 18 août 1851 le grade de sous-lieutenant à la suite de l'expédition des Babors en Algérie, durant laquelle il est blessé.
Intégré au 8e bataillon de chasseurs, il est nommé lieutenant en décembre 1854, puis sert au 14e bataillon de Chasseurs en Crimée où il reçoit la croix de la Légion d'honneur. En mai 1859, il est nommé capitaine et sera blessé lors de la bataille de Solférino, durant la guerre d'Italie.

### Le sauveur du Louvre

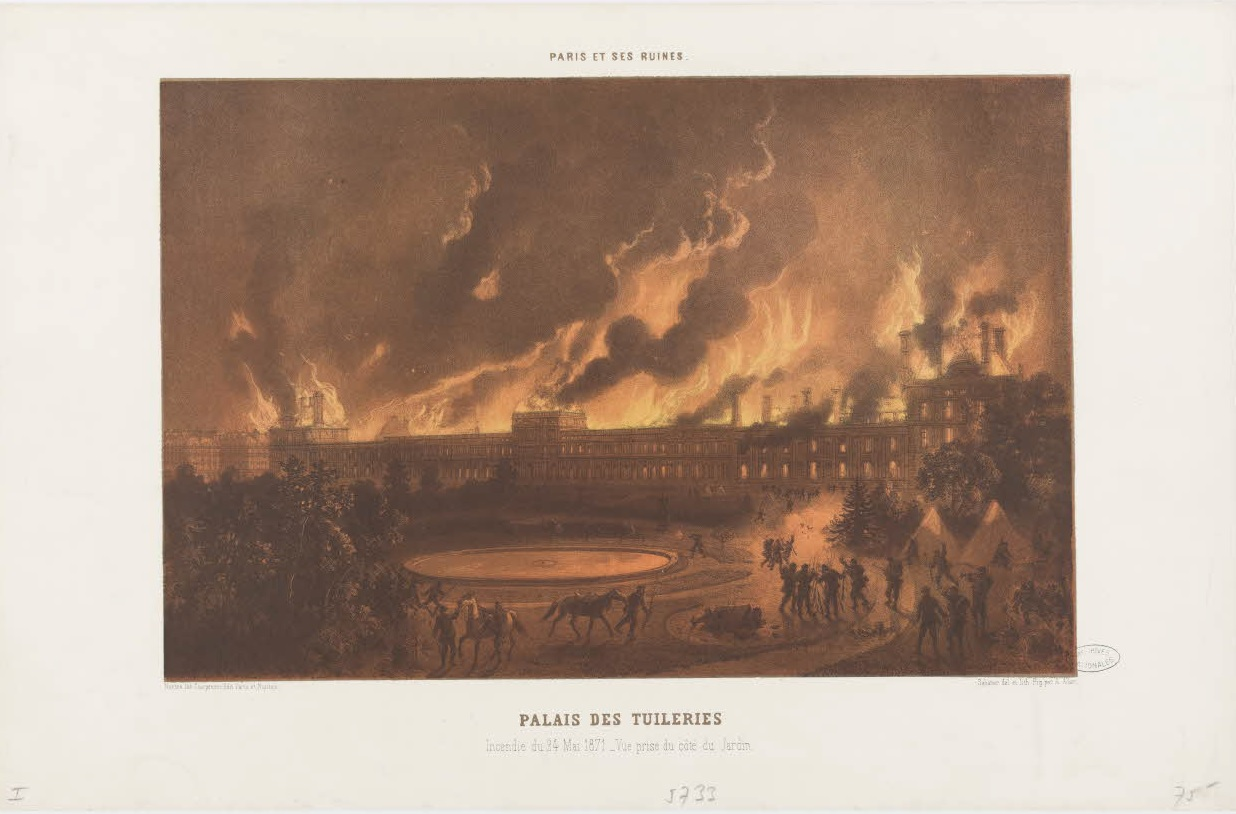
L'incendie des Tuileries.

Les communards, lors de la semaine sanglante, en mai 1871, ont incendié, à grand renfort de seaux de pétrole, le Palais-Royal et les Tuileries, risquant ainsi de détruire le Louvre et son Musée par l'aile ouest du palais, du pavillon de Marsan au pavillon de Flore, et la Bibliothèque impériale qui faisait face au Palais-Royal. 
Le musée sera cependant épargné des flammes grâce à l'opiniâtreté de Henry Barbet de Jouy et, surtout grâce à l'intervention du commandant de chasseurs, Martian de Bernardy de Sigoyer, qui demanda à ses hommes de tout faire pour éviter la propagation des flammes vers les autres bâtiments et les précieuses collections du musée.

L'historique du 26e bataillon de chasseurs décrit de façon détaillée l'événement : 
« On était immobilisé en présence des incendies dont on était enveloppé de toutes parts. Le capitaine Lacombe en profite pour faire seul une reconnaissance sur les quais, où il constate que le feu des Tuileries s'étend de proche en proche, que le musée du Louvre est menacé et qui si on veut le sauver, il faut agir résolument sans perdre une minute. Le commandant de Sigoyer n'hésite pas, il se décide à n'obéir qu'à son initiative et prend immédiatement ses dispositions pour s'emparer du Louvre. [...] La 4e compagnie reçoit l'ordre de déblayer le terrain, part au pas de course, débusque l'ennemi et le refoule jusqu'au Pont Neuf. Une section de la compagnie profite du mouvement offensif pour s'emparer du Louvre. Elle se porte aux fenêtres qui font face aux quais et dans cette position, tient l'ennemi en respect. En même temps, le surplus du bataillon s'empresse, homme par homme et au pas de course, de se glisser le long des murailles pour arriver jusqu'à la porte vitrée qui donne accès dans la galerie des antiques. Le commandant est des premiers, il fait enfoncer la porte à coups de crosses. Il ne s'agissait plus maintenant de combattre des révoltés, il fallait combattre l'incendie sans armes appropriées et le vaincre ; ce n'était point tâche facile. On fouille les caves, les chantiers où les ouvriers avaient abandonné leurs outils ; tout ce qui peut servir, haches, pioches, marteaux, fut saisi avec empressement ; la dernière compagnie s'élance dans les escaliers, grimpe jusque sur les toits et, entre la salle des États et le pavillon de la Tremouille, essaie de pratiquer une coupure. Le cœur ne manquait à personne, mais l'endroit n'était pas tenable, l'intensité de la chaleur, sinon les flammes, repoussait les travailleurs. [...] Les quatre autres compagnies, gardées par leurs sentinelles, avaient déposé leurs fusils et, sous la direction des officiers, faisaient la chaîne depuis les prises d'eau jusque sur les toits, à l'aide de tous les récipients que l'on avait pu découvrir. Trente hommes furent envoyés au pavillon Richelieu, où la bibliothèque embrasée était, de ce côté là aussi, une menace pour le Louvre. Sur ces entrefaites arrivèrent un détachement du 91e et un détachement de sapeurs pompiers de Paris. Grâce à ce renfort, l'incendie fut maîtrisé et le bataillon put rejoindre la division. Le musée du Louvre était sauvé ! »

Bernardy de Sigoyer trouva la mort en poursuivant les combats à la tête de son bataillon. Son corps à demi-carbonisé est retrouvé le 26 mai au matin, entre le boulevard Beaumarchais et la rue Jean-Beausire : 

« Le 26 mai, vers deux heures du matin le général Daguerre, commandant la brigade, fit appeler le commandant de Sigoyer, que l'on chercha vainement et que l'on ne put découvrir. On s'inquiéta, on fouilla les maisons voisines, on interrogea les soldats et les sentinelles. À minuit on avait vu le commandant se diriger seul vers la Bastille ; depuis lors il n'avait point reparu. A 9 heures, le corps du commandant de Sigoyer fut retrouvé près d'une maison incendiée entre le boulevard Beaumarchais et la rue Jean Beausire. Ce fut un cri de douleur parmi les hommes du bataillon qui adoraient leur commandant. Le commandant a dû être assassiné d'un coup de crosse de fusil, son cadavre est resté là même où il a été frappé ; les débris enflammés d'une maison l'ont couvert, lui ont carbonisé une partie du corps et l'ont mutilé de telle sorte que l'on a pu, jusqu'à un certain point, croire qu'un supplice atroce lui avait été infligé. Après avoir été tué, il fut dévalisé »

À la suite d'une délibération de l'Assemblée nationale présidée par Jules Grévy, le président de la République Adolphe Thiers promulgue, le 15 septembre 1871, une loi en faveur de la famille du commandant : 
« En récompense du service éminent qu'a rendu le commandant Martian de Bernardy de Sigoyer, en contribuant d'une manière spéciale à sauver le musée du Louvre de l'incendie, le 24 mai 1871, il est accordé :
1. À sa veuve, une pension viagère de deux mille francs qui se cumulera avec celle à laquelle la Loi lui donne droit
2. À chacun de ses quatre enfants, une pension viagère de cinq cent francs, outre la faculté d'être élevé gratuitement dans les écoles de l'État. »

## Hommage
L'académie des inscriptions et belles-lettres, dans sa séance du 13 décembre 1912, à la suite de la demande du directeur des musées nationaux, rend hommage en rédigeant la citation suivante : « Martian Bernardy de Sigoyer, commandant le XXVIe bataillon de chasseurs à pied, par son initiative héroïque, a sauvé le Louvre de l'incendie ».
Une plaque commémorative est située au rez-de-chaussée de l'aile Denon, à proximité de la galerie Daru qui mène à la victoire de Samothrace. Celle-ci présente l'indication suivante : « Le 24 mai 1871, Martian de Bernardy de Sigoyer, commandant le 26e bataillon de chasseurs à pied, par son initiative énergique, a préservé de l’incendie le palais et les collections nationales du Louvre. »
Une rue de Thionville, dans le quartier dit Niederfeld, porte son nom, rendant ainsi hommage au commandant en second de la garnison ayant défendu la ville lors du siège de 1870 ; il y fut blessé à la jambe.